# Temnosiva sneženka
Temnosiva sneženka ali kovaček (znanstveno ime Cantharis fusca) je vrsta hroščev iz družine sneženk, ki je pogosta tudi v Sloveniji.
Temnosiva sneženka doseže v dolžino med 10 in 15 mm. Telo hroščka je podolgovato in rahlo sploščeno. Zunanji hitinast oklep je dokaj mehak, pa tudi pokrovke so mehkejše, od koder izvira tudi ime družine (mehkokrilci).  Vratni ščit, telo in del glave so rdečkaste barve, pokrovke (elitre) in konice nog so črne.
Živi ob gozdnem robu in po grmovju, pa tudi po travniki, kjer plenijo manjše žuželke. Ličinke so poraščene s temnimi dlačicami in so zelo odporne proti mrazu. Pozimi ob sončnih dneh pogosto prilezejo iz zemlje in se plazijo po snegu. Tudi ličinke so plenilci.